# A metà
A metà è il terzo album in studio della cantante Pamela Petrarolo, pubblicato il 19 ottobre 2018.

## Descrizione
Pubblicato a distanza di ventitré anni dal precedente album, il progetto è una raccolta dei brani più famosi interpretati dalla cantante a Non è la Rai, trasmissione televisiva che l'ha resa popolare negli anni '90. Unico inedito della raccolta il brano Vivere a metà è stato pubblicato il 12 ottobre 2018, mentre Please Don't Go (in una differente versione remix rispetto a quella presente nel CD) è uscito l'11 maggio 2018.Il disco dopo solo 48h dall uscita raggiunge la 7 posizione dei dischi più venduti, rimanendo il classifica quasi un mese. Gli altri brani presenti (arrangiati per l'occasione) erano stati incisi dalla cantante nei due album precedenti e nelle compilation evocative della trasmissione cult degli anni '90, unica eccezione Freddo, cantato un'unica volta in trasmissione ed escluso dai precedenti supporti discografici. Dal disco è stato estratto come terzo singolo Fammi sognare nel novembre 2019.

## Tracce
1. Vivere a metà
2. Freddo
3. Difendimi
4. Niente di importante
5. I Say a Little Prayer
6. Fammi sognare
7. Another Night
8. Hold On, I'm Comin (feat. Stefania Del Prete)
9. Respect
10. La pelle nera
11. Io non vivo senza te
12. Please Don't Go